# Vincenzo Lancia
Vincenzo Lancia, detto Censin (Fobello, 24 agosto 1881 – Torino, 15 febbraio 1937) è stato un pilota automobilistico e imprenditore italiano, fondatore della casa automobilistica Lancia.

## Biografia

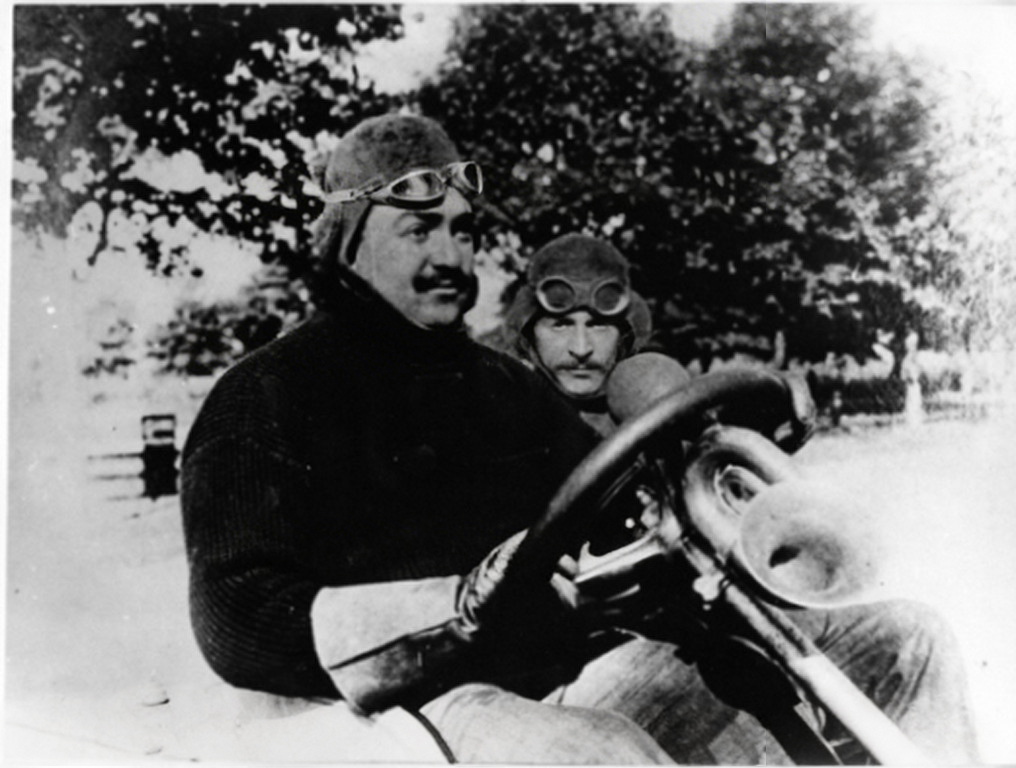
Vincenzo Lancia e B. Aiassa alla Coppa Vanderbilt, New York 1904

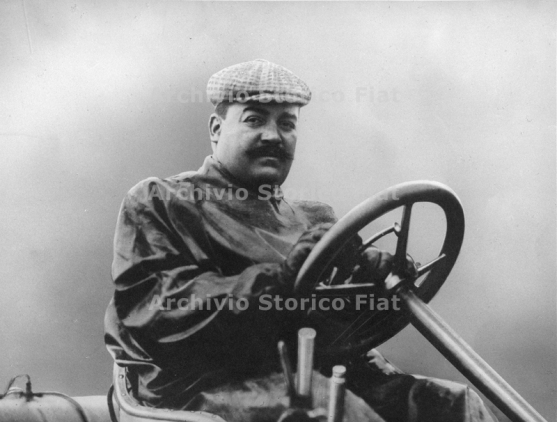
Vincenzo Lancia alla guida di una delle sue autovetture, anni dieci

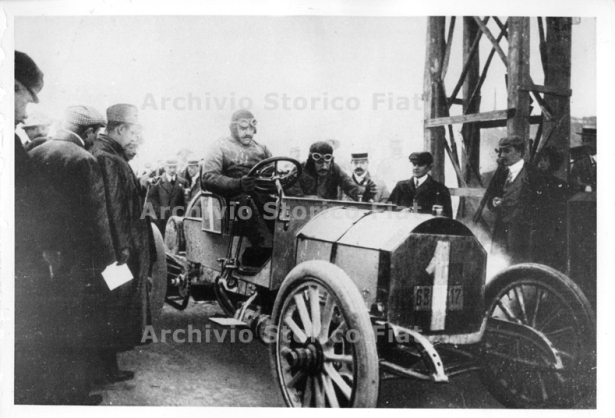
Vincenzo Lancia alla guida di una Fiat 28-40 HP Corsa al circuito delle Madonie per la Targa Florio, 1906.

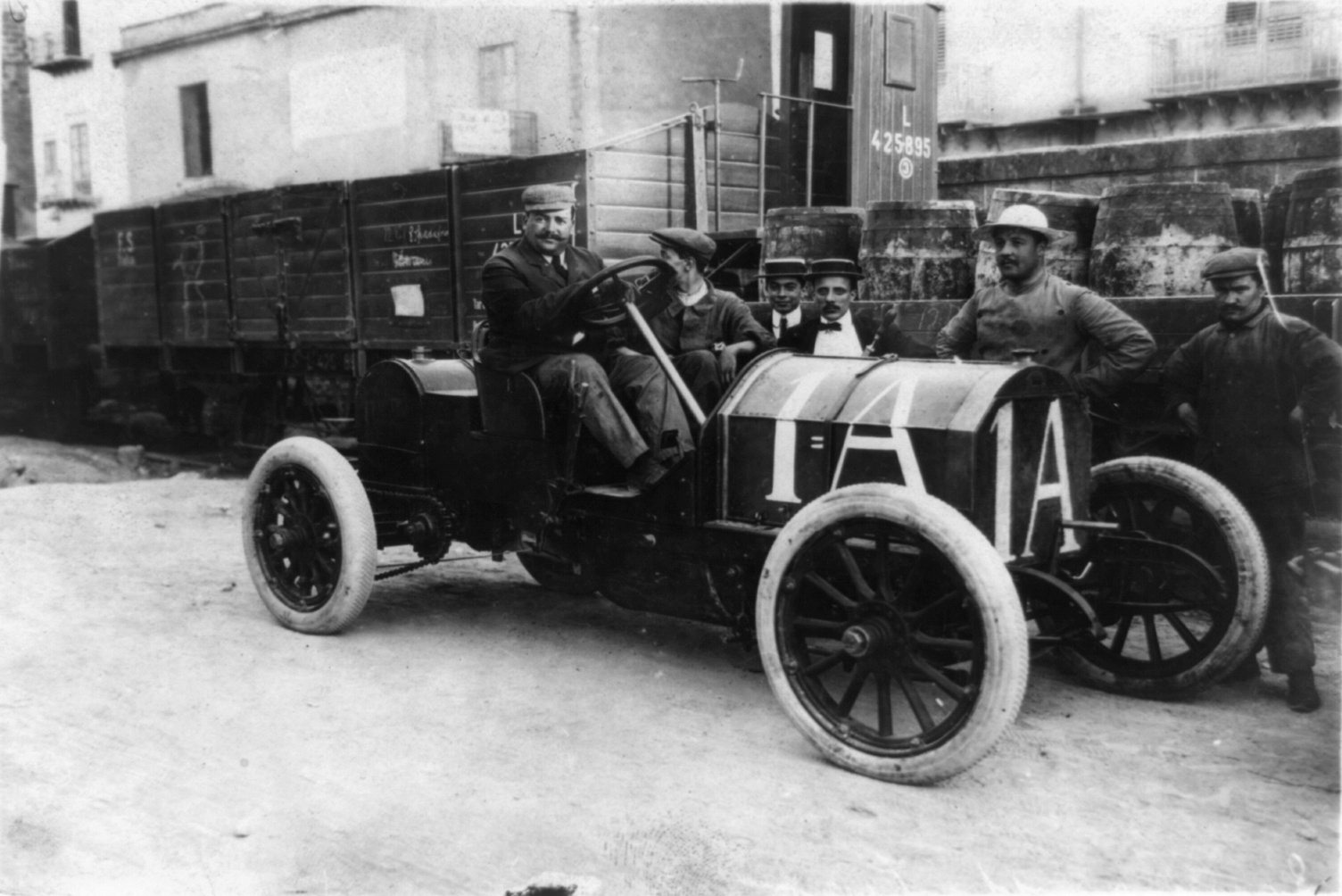
Vincenzo Lancia Fiat 50 hp, Targa Florio, 1908

Nato a Fobello, un piccolo paese della Valsesia, quarto e ultimo figlio di una famiglia agiata in cui il padre, il Cavalier Giuseppe Lancia, è un imprenditore che aveva fatto fortuna con la produzione di carne in scatola e dadi per brodo. Indirizzato dalla famiglia agli studi in giurisprudenza, l'attività scolastica del giovane Censin non fu però brillante, visto che l'allievo non si impegnava come era auspicato dai genitori.
Venne invece preso giovanissimo dalla passione per i motori, riuscendo a strappare al padre l'autorizzazione di lavorare come ragioniere - e, indirettamente, come meccanico - presso l'officina di Torino di Giovanni Battista Ceirano che produceva dapprima biciclette dal nome anglofono Welleyes e in un secondo tempo realizza il prototipo di una automobile con lo stesso marchio (1899).
L'autovettura suscita un notevole entusiasmo alla presentazione e, al fine di produrla su scala industriale, viene fondata la Fabbrica Italiana Automobili Torino, conosciuta anche con l'acronimo Fiat, che acquisterà la piccola officina di Ceirano, assorbendone il lay-out e le maestranze.
In questo modo, a soli 18 anni, Vincenzo Lancia intreccia il suo destino con la più grande azienda torinese di autoveicoli. Dopo un primo periodo da collaudatore, Lancia riesce a dimostrare un'attitudine alle corse e inizia a correre per l'azienda nelle corse locali, cogliendo anche il primo successo della storia Fiat nella Torino Sassi-Superga del 1902. Vinse per due volte la Susa-Moncenisio.
Il giovane Lancia fece parte anche della squadra corse di Angelo Mosca, imprenditore tessile biellese appassionato di automobili, uno dei primissimi nella sua città a possederne qualcuna.
Una fotografia esposta al museo dell'automobile a Torino li ritrae nel giardino di Villa Mosca a Biella, ad un'esposizione delle proprie vetture.
Il suo carattere di guida è irruente e incappa spesso in piccoli incidenti dovuti alla troppa esuberanza, pertanto diventa più famoso, nel mondo delle corse, per dei record su un singolo giro della gara che per le vittorie conseguite. La sua carriera automobilistica proseguirà, sempre su vetture Fiat, fino al 1908, cioè per 2 anni ancora dopo la fondazione della sua casa automobilistica, la Lancia.
Le cronache raccontano di un uomo molto meticoloso ed esigente nella sfera professionale e totalmente diverso nel privato: gioviale, amante delle mangiate in buona compagnia e della musica, in particolare di Richard Wagner. È da raccontare il modo con cui selezionava i propri collaudatori: Lancia, per saggiare la capacità di guida di un candidato collaudatore, non faceva semplicemente guidare una delle sue auto, ma era importante che il candidato superasse il "test della corda o della fune".
Al candidato veniva affidata un'auto, in genere più performante, con la quale doveva seguire l'auto guidata da Lancia per un determinato percorso; a prima vista, il test di guida sembrava molto semplice, ma fra le due auto c'era una corda di alcuni metri. Infatti, al paraurti posteriore dell'auto guidata da Lancia veniva legato un capo della fune, l'altro era legato al paraurti anteriore dell'auto del candidato tester. Il tester doveva essere abile nel seguire Lancia mantenendo una distanza costante fra le due auto. Se il cavo veniva spezzato o, ancora peggio, il candidato urtava il paraurti dell'auto di Lancia, immancabile era la bocciatura.
Nel 1906, come detto, riesce a coronare un suo sogno, quello di avere una azienda sua e, con la collaborazione dell'amico e collega della Fiat, Claudio Fogolin, fonda, a Torino, l'industria che ancora oggi porta il suo nome.
Nello sviluppo della Lancia mette tutte le sue energie, le sue conoscenze e le sue intuizioni, non ultimo sfruttando anche le sue capacità di collaudatore maturate negli anni precedenti. Per questa sua attività rinuncia in parte anche alla sua vita privata, sposandosi solamente nel 1922 con Adele Miglietti, sua segretaria; negli anni successivi ebbe con lei 3 figli: Anna Maria, Gianni ed Eleonora.
Lancia rimase sempre legato anche al mondo delle corse, dando anche pieno appoggio alla costruzione dell'autodromo nazionale di Monza, pista famosissima in tutto il mondo e che ancora oggi ospita, tra gli altri, il Gran Premio d'Italia di Formula 1, di cui Vincenzo pose la prima pietra nel 1922.
Nel 1930, con gli industriali Gaspare Bona, Battista Farina detto Pinin, Giovanni Battista Devalle, Pietro Monateri e Arrigo De Angeli, fondò la Società anonima Carrozzeria Pinin Farina, in seguito Pininfarina.

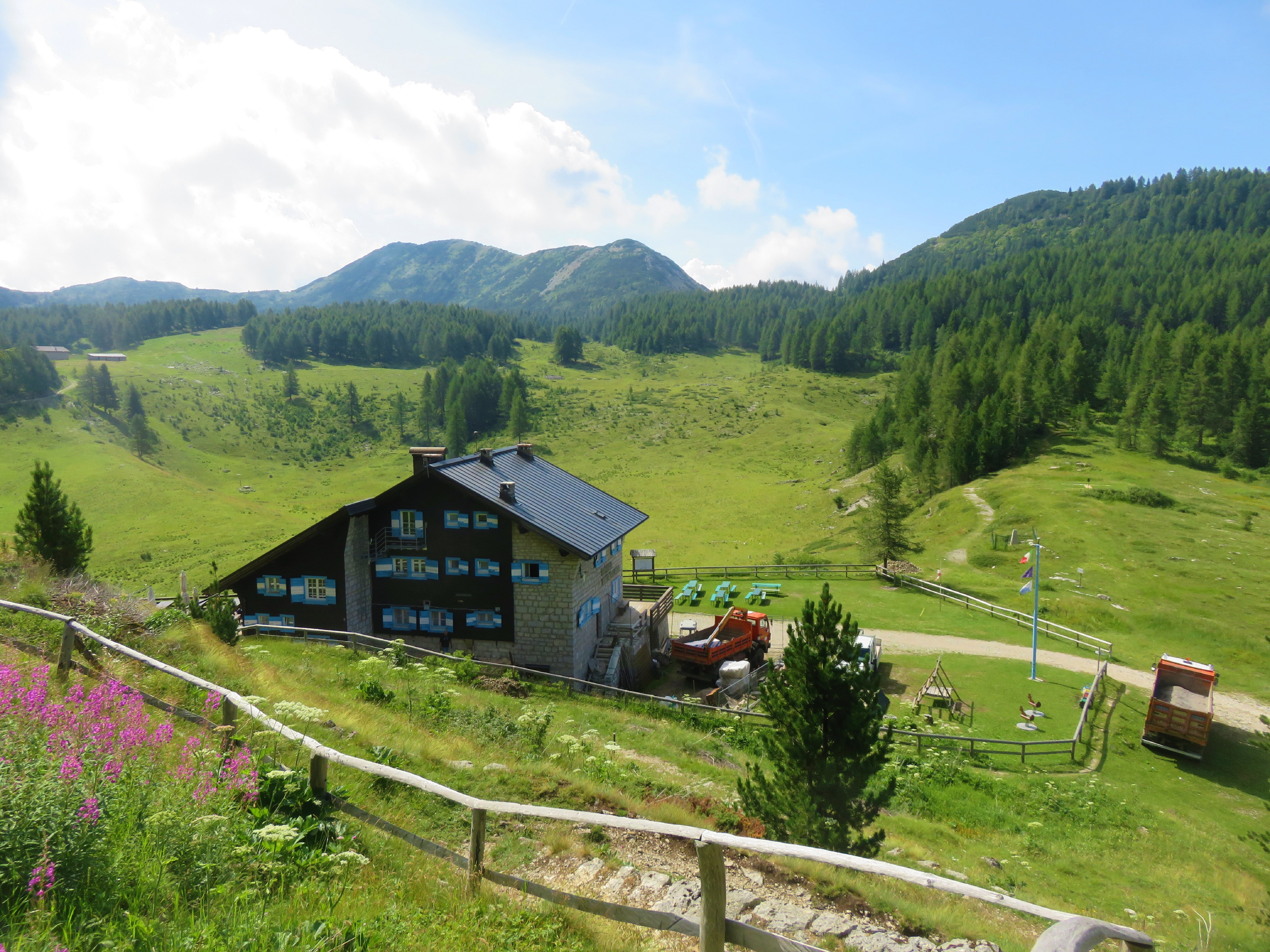
Il Rifugio Vincenzo Lancia dalle pendici del Col Santo, sul Pasubio

### Morte
La mattina del 15 febbraio 1937, all'età di soli 55 anni, muore improvvisamente a Torino, vittima di un attacco cardiaco. Il feretro, dopo aver ricevuto le esequie nel capoluogo piemontese, viene trasferito a Fobello per riposare nel cimitero del piccolo comune valsesiano all'interno della tomba di famiglia.

## Riconoscimenti
Tre anni dopo la morte l'amico Amedeo Costa, di Rovereto, volle dedicare alla sua memoria l'omonimo rifugio alpino sul Pasubio.

## Archivio
La documentazione prodotta da Vincenzo Lancia nel corso della propria attività imprenditoriale è conservata a Torino dall'Archivio storico Fiat, nel fondo Lancia (estremi cronologici: 1906-1990). Esso comprende atti societari, verbali delle assemblee e del consiglio di amministrazione, atti notarili, compravendite, procure, bilanci e carte relative all'amministrazione della contabilità, documentazione sulla gestione del personale (libri matricola, libri paga, accordi con il sindacato, infortuni), documentazione inerente alle partecipazioni societarie, alle consociate estere della Lancia, tutte le carte relative alla produzione, all'amministrazione, al personale, oltre alle carte riguardanti la sezione commerciale della società, la produzione, la progettazione, la Direzione Generale e alle cartelle del personale impiegati dal 1906 al 1970.